# Douwe Casparus van Dam

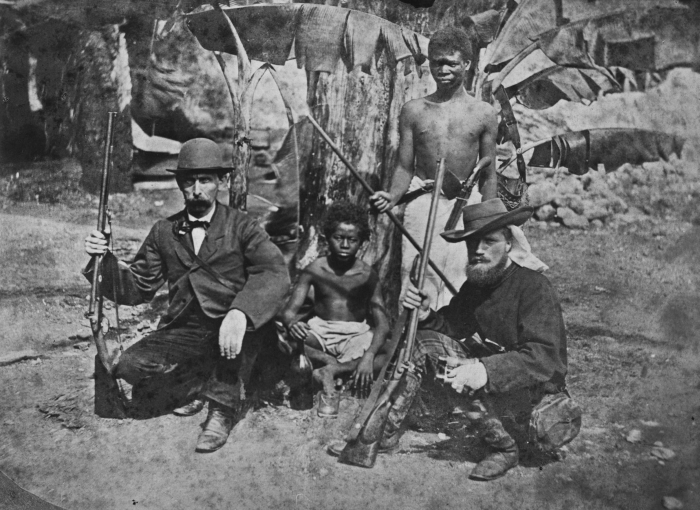
D.C. van Dam en François P.L. Pollen, circa 1864

Douwe Casparus van Dam ('s-Gravenhage, 28 september 1827 - Leiden, 1 januari 1898), ook bekend onder de gelatiniseerde naam Douwe Casparius van Dam, was een Nederlandse ontdekkingsreiziger, natuuronderzoeker en museumbeheerder.

## Biografie
Van Dam is geboren op 28 september 1827 in 's-Gravenhage. Zijn vader was van beroep orgelbouwer. Toen hij nog geen drie jaren oud was, verliet zijn familie 's-Gravenhage en verhuisde naar het noorden van Nederland, naar Friesland. In 1857 verhuisde van Dam zelf naar Hillegersberg, een dorpje boven Rotterdam, waar hij werd aangesteld als landdrost. Op 27 juli 1859 trouwde hij met Elisabeth Faber, maar in november van datzelfde jaar overleed ze. 
Douwe Casparus van Dam was een fervent jager en als zodanig leerde hij in Rotterdam zijn vriend François Pollen kennen. In 1863 maakten zij in opdracht van het Rijksmuseum van Natuurlijke Historie een expeditie naar Madagaskar en bereikten in maart 1864 het eiland Réunion. Na een succesvolle verzameling opgebouwd te hebben in het noorden van Madagaskar en de eilanden Mayotte, Nosy Be en Réunion, keerden zij in juli 1866 via het eiland Mauritius weer terug naar Nederland. 
Tussen 1868 en 1873 reisde hij voor de tweede maal naar Madagaskar, dit keer zonder François Pollen, maar wel in zijn opdracht. Ook heeft Pollen deze reis gefinancierd. Tijdens deze reis werd hij vergezeld door Gideon Daniël van der Henst. De verzameling van deze reis is eerst bij Pollen terechtgekomen. Later heeft Pollen deze geschonken of verkocht aan het Rijksmuseum van Natuurlijke Historie in Leiden. In oktober 1873 verhuisde hij naar Krommenie, waar hij zijn brood verdiende als wijnhandelaar. Na een aantal opeenvolgende verhuizingen, besloot hij eindelijk te gaan wonen in Leiden. In juni 1875 trouwde hij met Aafje Jans Swart, uit dit huwelijk kwamen vier zoons voort. Toen in 1878 het Rijksmuseum voor Geologie en Mineralogie werd afgescheiden van het Rijksmuseum van Natuurlijke Historie, kreeg hij van de directeur Johann Karl Ludwig Martin de functie van museumbeheerder in het nieuwe museum. In mei 1891 werd hij beschuldigd van diefstal van goud en zilver uit de museumcollectie, waarna hij in augustus 1891 na politieonderzoek werd ontslagen. Deze diefstal waarvan hij werd verdacht, is echter nooit bewezen. Op 1 januari 1898 is hij in Leiden overleden.
Samen met Pollen en van der Henst ontdekte van Dam enkele nieuwe diersoorten, waaronder de kroonsifaka (Propithecus coronatus), de madagaskarhavik (Accipiter henstii), de madagaskarpurpereiger (Ardea purpurea madagascariensis), de madagaskarshikra (Accipiter francesiae), de comorenolijfduif (Columba pollenii) en de madagaskarvelduil (Asio capensis hova). Verder heeft hij ook samen met Pollen het grote werk Recherches sur la Faune de Madagascar et de ses dependances geschreven.
Er zijn een paar diersoorten naar hem vernoemd. Zo vernoemde Herman Schlegel in 1866 de Van Dams vanga (Xenopirostris damii) naar hem. Verder is door Pieter Bleeker in 1868 de cilchlidensoort Paretroplus damii naar hem vernoemd en door Samuel Constantinus Snellen van Vollenhoven in 1869 de vlindersoort Acraea damii. 

## Galerij
Hieronder enkele afbeeldingen van vogels uit het door Pollen en van Dam geschreven werk Recherches sur la Faune de Madagascar et de ses dependances.

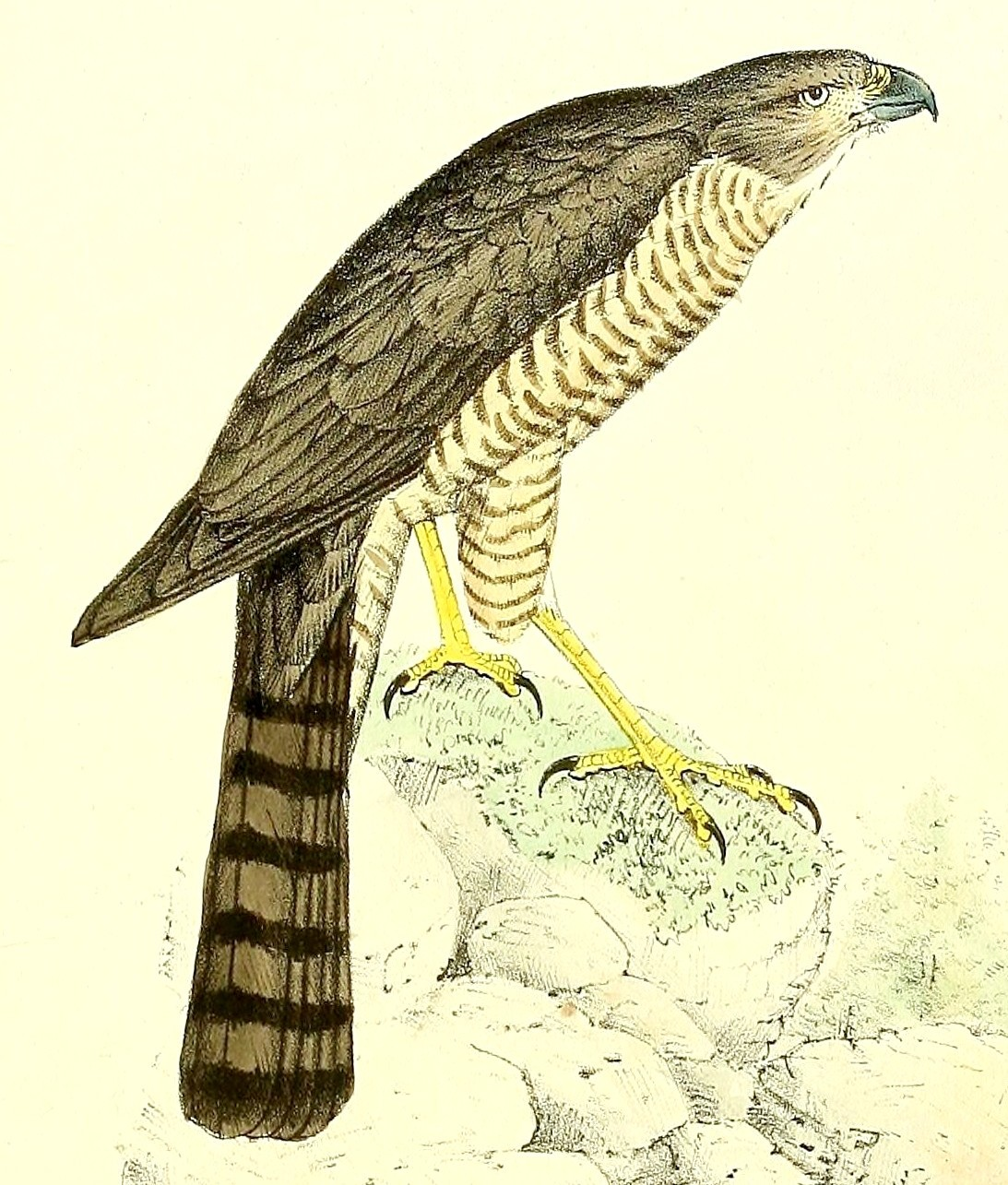
Accipiter francesiae.
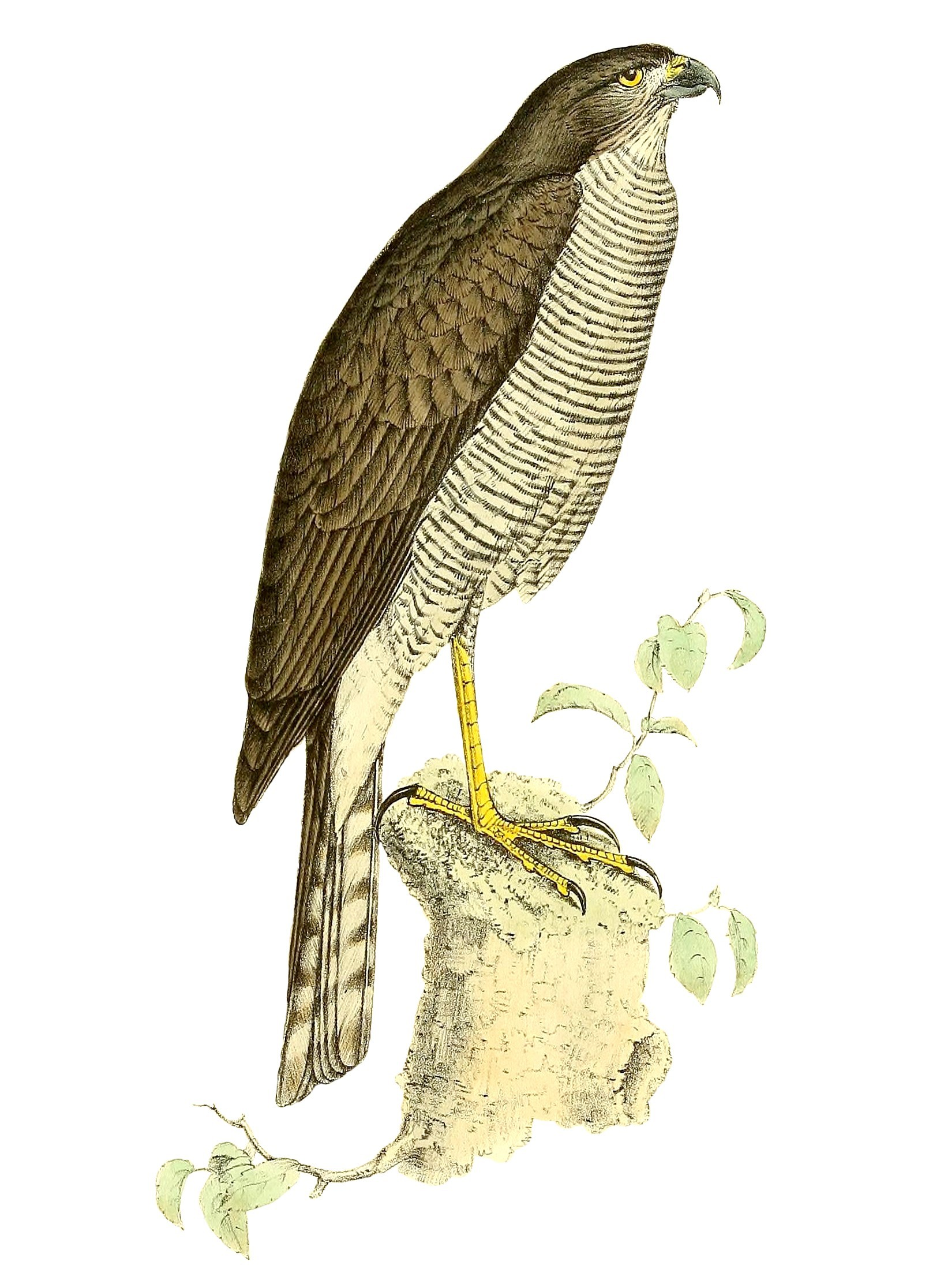
Accipiter madagascariensis.
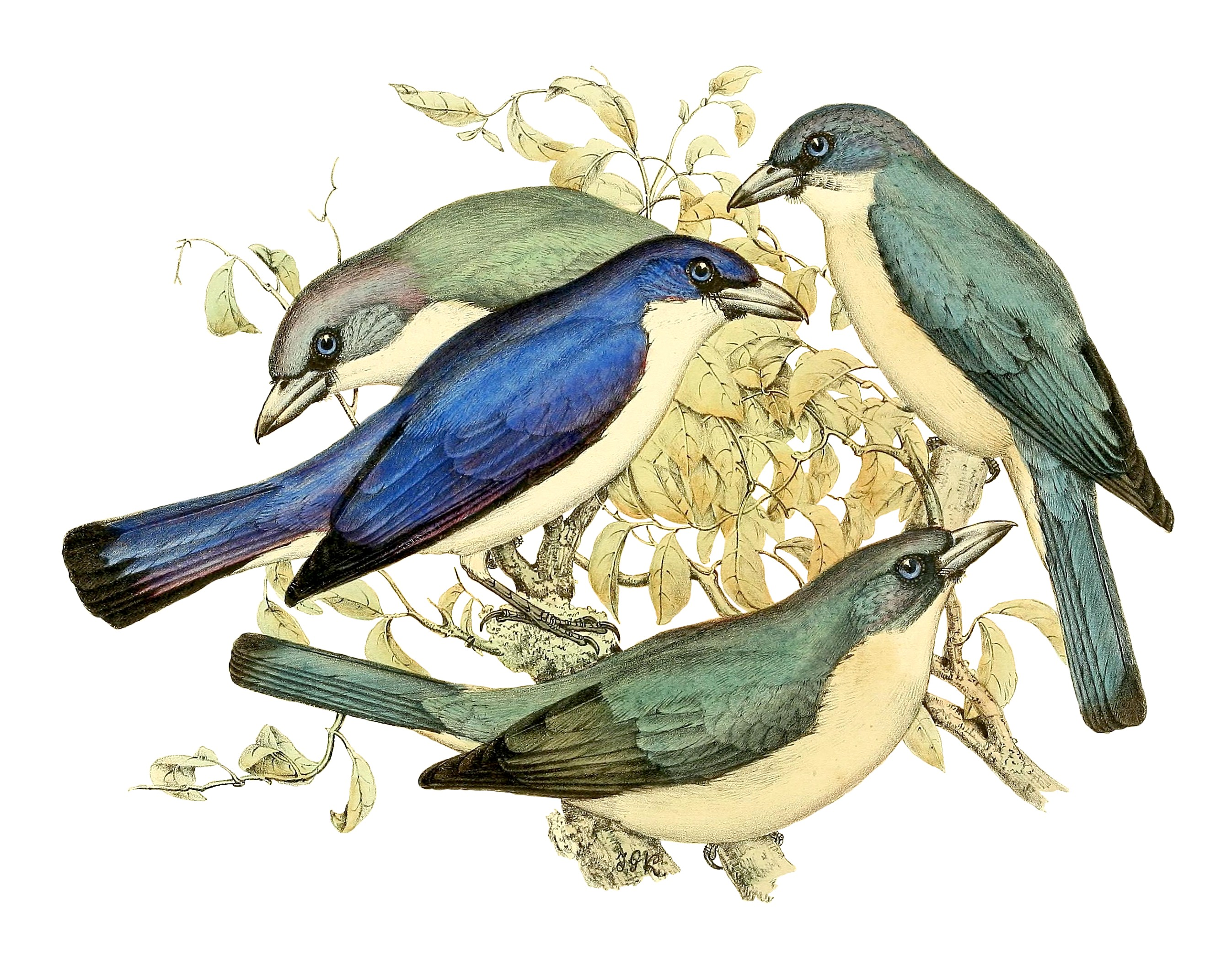
Cyanolanius madagascarinus.
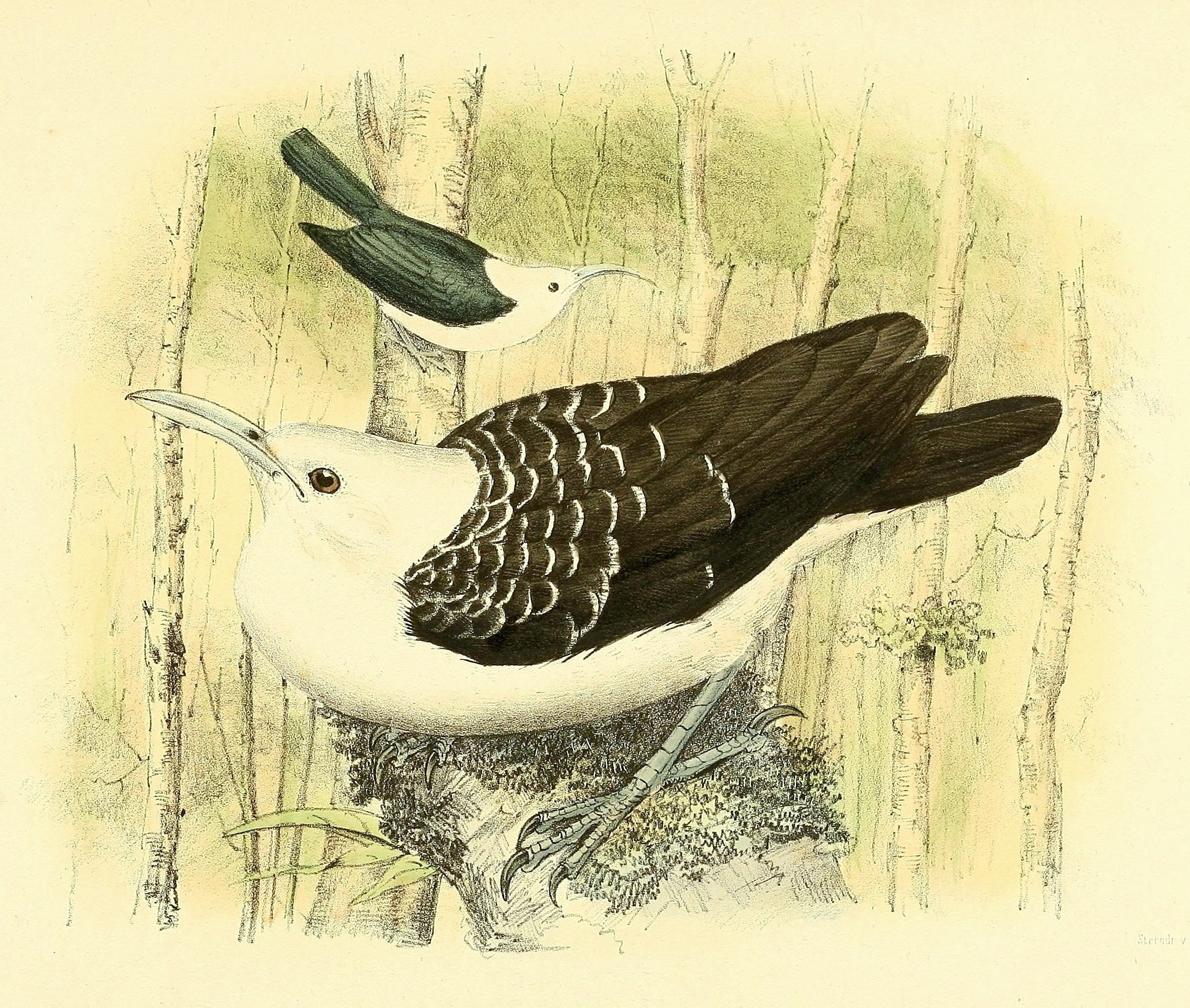
Falculea palliata.
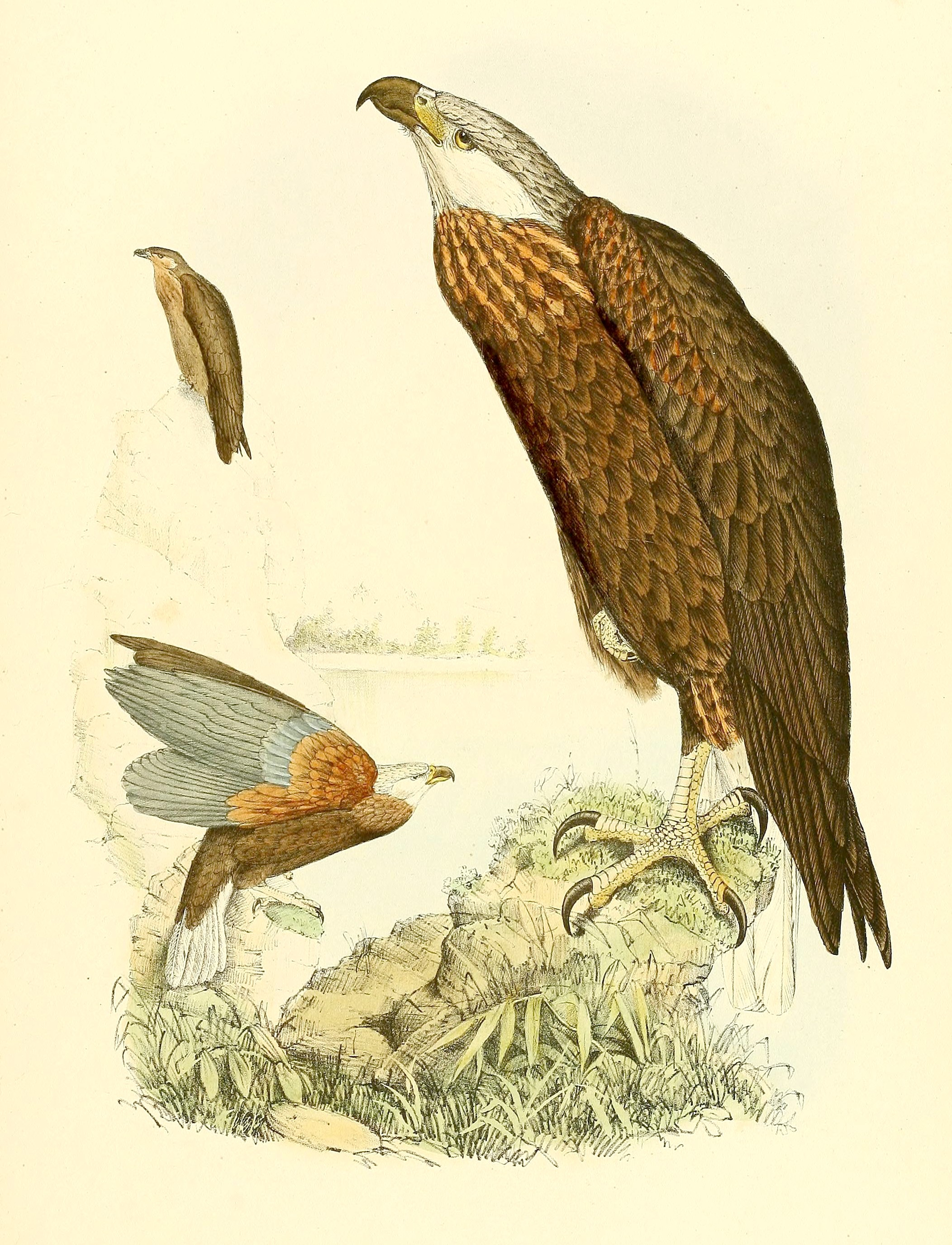
Haliaeetus vociferoides
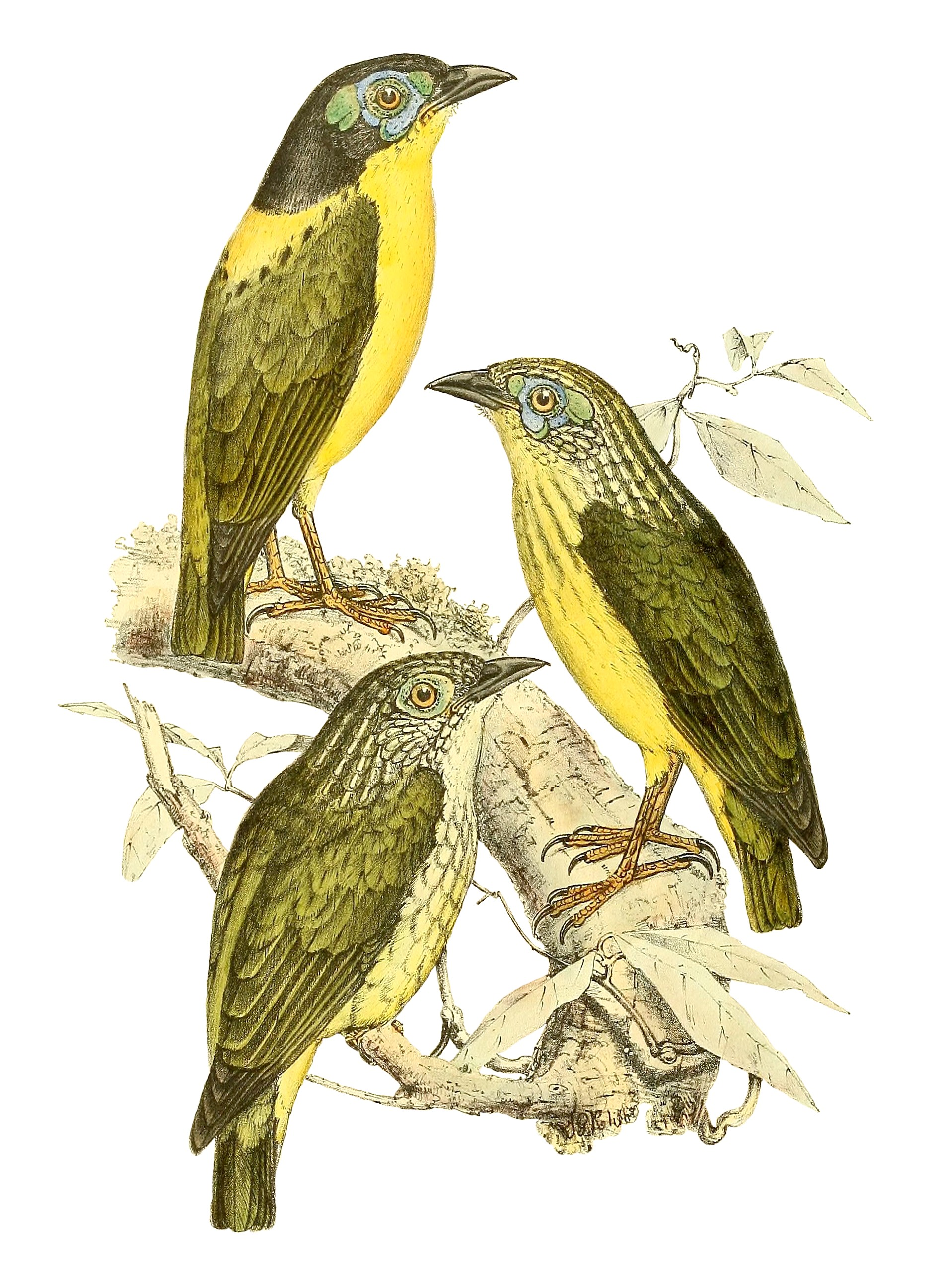
Philepitta schlegeli.